# Sunnfjords kommun
Sunnfjords kommun (norska: Sunnfjord kommune) är en kommun i landskapet Sunnfjord i Vestland fylke i västra Norge. Kommunens centralort är staden Førde.

## Administrativ historik
Sunnfjords kommun etablerades den 1 januari 2020 genom en hopslagning av de fyra kommunerna Gaular, Jølster, Førde och  Naustdal.

### Vapen för tidigare kommuner inom den nuvarande kommunen

Førde kommun (1990–2019)
Gaulars kommun (1992–2019)
Jølsters kommun (1983–2019)
Naustdals kommun (1987–2019)

## Tätorter
I Sunnfjords kommun finns sju tätorter:
- Farsund
- Førde (centralort)
- Langhaugane
- Naustdal
- Sande
- Skei
- Vassenden

## Socknar
Inom Norska kyrkan är Sunnfjords kommun indelad i sex socknar:
- Førde socken
- Gaulars socken
- Helgheims socken
- Holsen og Haukedalens socken
- Naustdals socken
- Ålhus socken

Socknarna ingår i Sunnfjords prosteri i Bjørgvins stift.